# World Rally Championship (série de jeux vidéo)
World Rally Championship est une série de jeux vidéo développée successivement par Evolution Studios, Milestone et Kylotonn Games. Elle consiste en des jeux de course basés sur le championnat du monde des rallyes. Ils ont notamment été élaborés avec le soutien du pilote Sébastien Loeb.

## Liste et évolutions des jeux
- World Rally Championship (2001) sur PlayStation 2
- WRC Arcade (2002, Unique Development Studios) sur PlayStation
- WRC II Extreme (2002) sur PlayStation 2
- WRC 3 (2003) sur PlayStation 2
- WRC 4 (2004) sur PlayStation 2
- WRC avec Sébastien Loeb édition 2005 (2005) sur PlayStation 2
- World Rally Championship (2005, Traveller's Tales) sur PlayStation Portable
- WRC: FIA World Rally Championship (2010) sur PlayStation 3, Xbox 360 et Windows. Première apparition sur consoles de jeux vidéo de huitième génération.
- WRC 2: FIA World Rally Championship (2011) sur PlayStation 3, Xbox 360 et Windows
- WRC 3: FIA World Rally Championship (2012) sur PlayStation 3, PlayStation Vita, Xbox 360 et Windows
- WRC 4: FIA World Rally Championship (2013) sur PlayStation 3, PlayStation Vita, Xbox 360 et Windows
- WRC 5: FIA World Rally Championship (2015) sur PlayStation 3, PlayStation 4, PlayStation Vita, Xbox 360, Xbox One et Windows
- WRC 6 (2016) sur PlayStation 4, Xbox One et Windows
- WRC 7 (2017) sur PlayStation 4, Xbox One et Windows
- WRC 8 (2019) sur PlayStation 4, Xbox One, Nintendo Switch et Windows
- WRC 9 (2020) sur PlayStation 4, PlayStation 5, Xbox One, Xbox Series, Nintendo Switch et Windows. Première apparition sur consoles de jeux vidéo de neuvième génération.
- WRC 10 (2021) sur PlayStation 4, PlayStation 5, Xbox One, Xbox Series, Nintendo Switch et Windows.
- WRC Generations (2022) sur PlayStation 4, PlayStation 5, Xbox One, Xbox Series, Nintendo Switch et Windows.
- EA Sports WRC (2023) sur PlayStation 5, Xbox Series et Windows.